# 诺莱瓦勒
诺莱瓦勒（法語：Nolléval，法語發音：[nɔleval]）是法国滨海塞纳省的一个市镇，属于迪耶普区。

## 地理
诺莱瓦勒（49°29'38"N, 1°28'53"E）面积9.93 平方千米，位于法国诺曼底大区滨海塞纳省，该省份为法国北部沿海省份，其西部及北部濒大西洋英吉利海峡，东起顺时针与索姆省、瓦兹省、厄尔省和卡爾瓦多斯省接壤。
与诺莱瓦勒接壤的市镇（或旧市镇、城区）包括：拉弗伊、拉阿洛蒂耶尔、布赖地区锡日、圣吕西安。

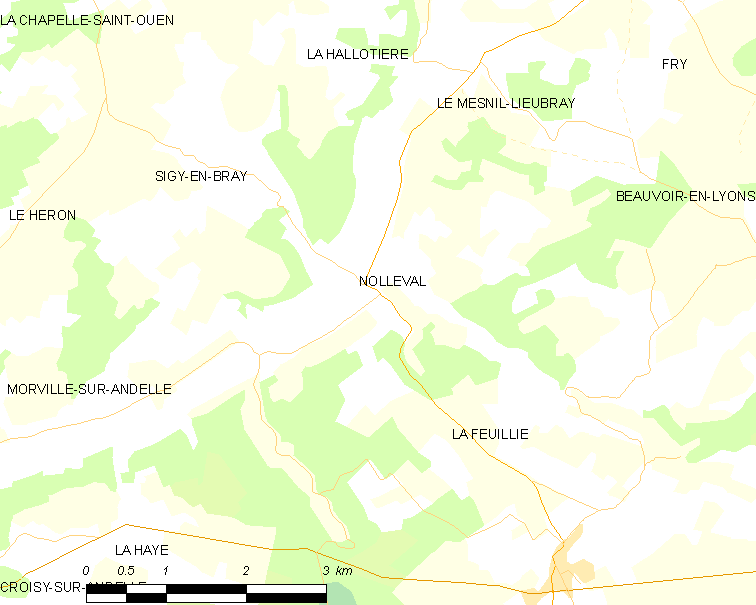
诺莱瓦勒的OSM定位图

诺莱瓦勒的时区为UTC+01:00、UTC+02:00（夏令时）。

## 行政
诺莱瓦勒的邮政编码为76780，INSEE市镇编码为76469。

## 政治
诺莱瓦勒所属的省级选区为布赖地区古尔奈县。

## 人口

1962-2008年间诺莱瓦勒人口变化图示

诺莱瓦勒于2022年1月1日时的人口数量为417人。